# Länsväg 268
Länsväg 268 går sträckan Upplands Väsby  -  Brottby. Den går i Stockholms län och passerar bland annat Vallentuna.
Den ansluter till:
- E4
- Länsväg 264
- E18